# Ronde van Chihuahua
De Ronde van Chihuahua (Spaans: Vuelta ciclista a Chihuahua) was een meerdaagse wielerwedstrijd in de Mexicaanse staat Chihuahua. De ronde werd elk jaar in oktober verreden in de staat in het noorden van het Noord-Amerikaanse land. De Ronde van Chihuahua maakte deel uit van de UCI America Tour, het Amerikaanse continentale circuit. In de loop van haar bestaan wisselde haar UCI classificatie tussen 2.1 en 2.2.
Vanaf de editie in 2011 bleek dat het voor de organisatie lastig was om aan de eisen van de UCI te kunnen voldoen om de koers als internationale wedstrijd plaats te kunnen laten vinden. Sinds 2012 staat de Ronde van Chihuahua dan ook niet meer op de internationale kalender.

## Lijst van winnaars

### Meervoudige winnaars
| Overwinningen | Renner            | Land   | Jaren      |
| ------------- | ----------------- | ------ | ---------- |
| 2             | Francisco Mancebo | Spanje | 2007, 2008 |

### Overwinningen per land
| Overwinningen | Land              |
| ------------- | ----------------- |
| 4             | Spanje            |
| 1             | Chili, Kazachstan |